# Palpita claralis
Palpita claralis là một loài bướm đêm trong họ Crambidae.